# Stenskär
För andra betydelser, se Stenskär (olika betydelser).
Stenskär är en ö i kommundelen Nagu i Pargas stad i Finland. Stenskär hade åtta mantalsskrivna invånare år 2011. Ön har varit bebodd åtminstone sedan 1600-talet. Stenskär nås med förbindelsebåten M/S Nordep. 
Stenskärsarkipelagen ligger söderom farleden som leder mot Gullkrona fjärd österut, mittemot Gullkrona.
Stenskär är sammanväxt med den intilliggande ön Högskär. Högskär gör skäl för namnet genom att vara dubbelt så högt som Stenskär trots att det är mindre än hälften så stort. Högskär är obebyggt medan Stenskär har två gårdar, Västergårds och Östergårds, samt en handfull fritidsfastigheter. Sundet mellan Stenskär och Birsskär i väster heter Dragsundet och är på det smalaste stället bara 30 meter brett. Den vidgas till de skyddade vikarna Fladan i norr och Östra sundet i söder.

## Etymologi
Namnet Stenskär är troligen föranlett av det märkbara flyttblock som ligger mellan husen i den nutida bebyggelsen. Ett liknande exempel där en mindre terrängdetalj namngett en hel ö ses i näraliggande Grötö som troligen fått sitt namn efter en jättegryta belägen där.

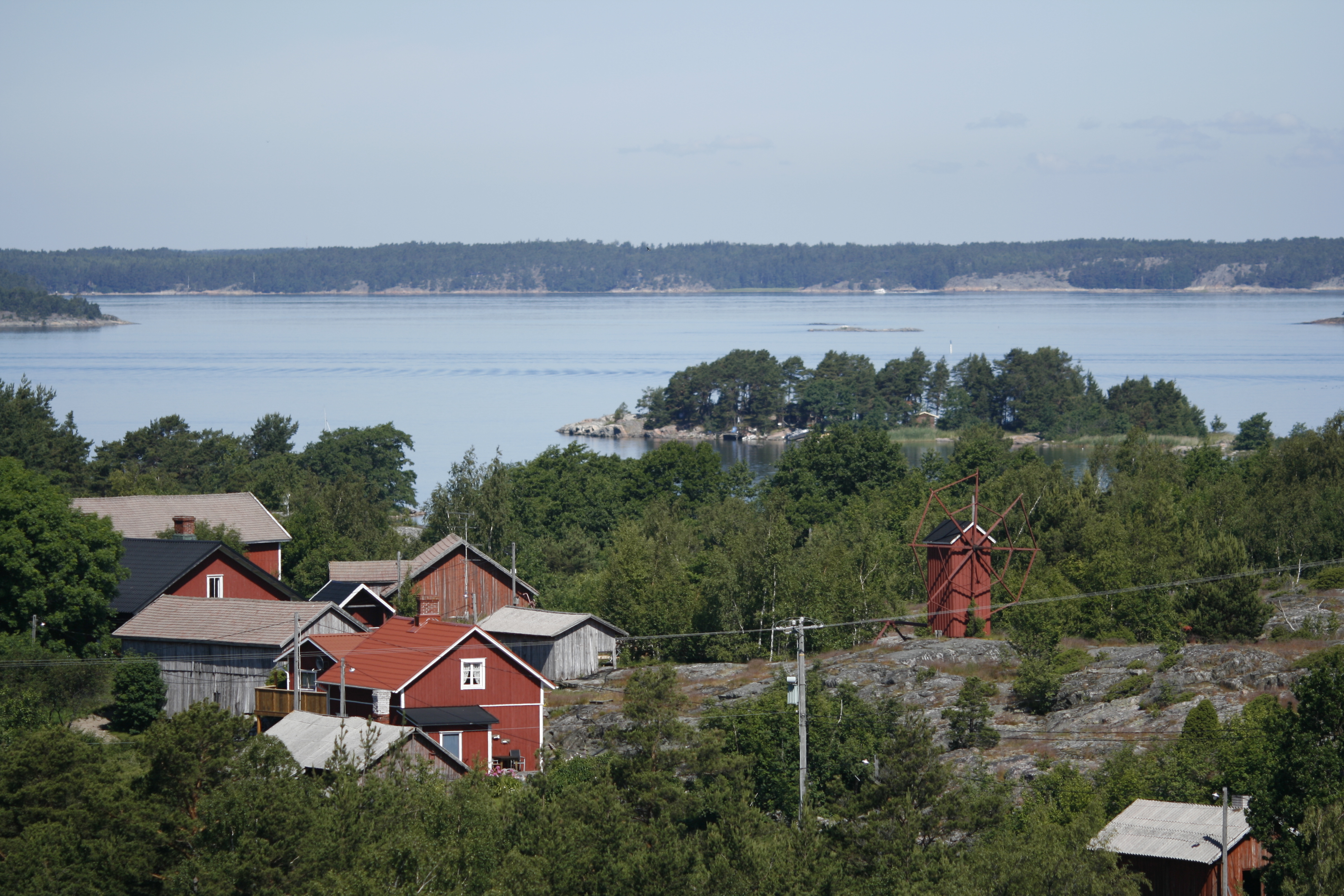
Vy över Stenskär.